# Дуань Е
Дуа́нь Е (кит. трад. 段業, упр. 段业, пиньинь Duàn Yè, ?—401) — основатель государства Северная Лян.

## Биография
Был родом из Столичной области (京兆; так во времена, когда столицей китайских империй был Чанъань, называлась прилегающая к нему местность, имеющая особый статус). Первые упоминания о нём в исторических документах относятся к 388 году: он был одним из тех, с кем Люй Гуан, провозгласивший себя «Цзюцюаньским гуном», беседовал на пиру. В 396 году Люй Гуан (уже присвоивший себе к тому времени титул «Саньхэского князя») сделал его одним из своих министров.
Когда Люй Гуан провозгласил себя «небесным князем» (то есть, практически, императором) государства Лян, то против него восстали Цзюйцюй Мэнсюнь и Цзюйцюй Наньчэн. Дуань Е был к тому времени назначен тайшоу округа Цзянькан (органы власти округа размещались на территории современного района Сучжоу городского округа Чжанъе провинции Ганьсу). Цзюйцюй Наньчэн осадил административный центр Цзянькана, и при этом отправил послание Дуань Е, уговаривая его порвать с Люй Гуаном. Выдержав 20 дней осады, и не видя никаких надежд на помощь со стороны центральных властей, коррумпированностью которых он также был недоволен, Дуань Е поддался на уговоры, и провозгласил себя «Цзяньканским гуном» (建康公). Так как при этом он ввёл собственное летоисчисление, отказавшись от лянского летоисчисления, то в то время это означало провозглашение независимости. Основную тяжесть государственных дел Дуань Е доверил Цзюйцюй Наньчэну.
Люй Цзуань (сын Люй Гуана) попытался отбить Цзянькан, но неудачно. Так как одновременно в Поздней Лян столичном Гуцзане поднял восстание предсказатель Го Нэнь, к которому присоединился генерал Ян Гуй, Люй Цзуаню пришлось бросать всё и возвращаться в столицу.
В 398 году Дуань Е послал Цзюйцюй Мэнсюня захватить округ Сицзюнь. После того, как он сделал это, на сторону Дуань Е перешли округа Дуньхуан и Цзюцюань, в результате чего в составе Северной Лян оказалась значительная часть территории распадающейся Поздней Лян. После этого Дуань Е перенёс свою столицу в Чжанъе. В 399 году он провозгласил себя «Лянским князем» (凉王). Чтобы отличать его государство от прочих государств того периода в этих местах, чьи правители также присваивали себе титул «Лянский князь», в исторических работах основанное им государство называют Северная Лян), Ключевыми фигурами в правительстве Дуань Е стали Цзюцюй Мэнсюнь и Лян Чжунъюн. Люй Цзуань и его брат Люй Шао попытались атаковать Северную Лян, но с другой стороны по Поздней Лян нанесло удар государство Южная Лян, и братьям Люй пришлось ретироваться. Летом 400 года Люй Цзуань, уже ставший к тому времени правителем Поздней Лян, вновь осадил столицу Северной Лян, и опять был вынужден снять осаду из-за угрозы со стороны Южной Лян.
В 400 году скончался глава округа Дуньхуан, а так как правитель уезда Сяогу Ли Гао стал к тому времени очень популярен среди местных жителей, то с согласия Дуань Е он возглавил округ Дуньхуан. Вскоре после этого его подчинённый Тан Яо, взяв под контроль шесть округов вокруг Дуньхуана, предложил Ли Гао стать их правителем. Ли Гао согласился, и взял себе титул «Лянский гун» (凉公), провозгласив тем самым независимость от Северной Лян (это государство историки называют Западная Лян).
В 401 году Дуань Е сместил Цзюйцюй Мэнсюня и заменил его на Ма Цюаня, однако вскоре после этого поверил ложным обвинениям со стороны Цзюцюй Мэнсюня и казнил Ма Цюаня. Цзюйцюй Мэнсюнь предложил Цзюйцюй Наньчэну убить Дуань Е, но тот отказался, и тогда Цзюцюй Мэнсюнь подготовил ловушку для них обоих. Он подстроил так, чтобы Дуань Е казнил Цзюйцюй Наньчэна, а затем поднял людей на восстание против Дуань Е за то, что тот несправедливо казнил Цзюйцюй Наньчэна. Дуань Е был свергнут и казнён, а Цзюйцюй Мэнсюнь стал новым правителем Северной Лян.